# Матеуцы
Матеуцы, Матеуць (рум. Mateuţi) — село в Резинском районе Молдавии. Относится к сёлам, не образующим коммуну.

## География
Село расположено на высоте 201 метр над уровнем моря.

## Население
По данным переписи населения 2004 года, в селе Матеуць проживает 2045 человек (1005 мужчин, 1040 женщин).
Этнический состав села:
| Национальность | Число жителей | Процентный состав |
| -------------- | ------------- | ----------------- |
| молдаване      | 2015          | 98,53             |
| украинцы       | 11            | 0,54              |
| румыны         | 9             | 0,44              |
| русские        | 7             | 0,34              |
| гагаузы        | 1             | 0,05              |
| прочие         | 2             | 0,1               |
| Всего          | 2045          | 100 %             |